# ویلا دل بالبیانلو

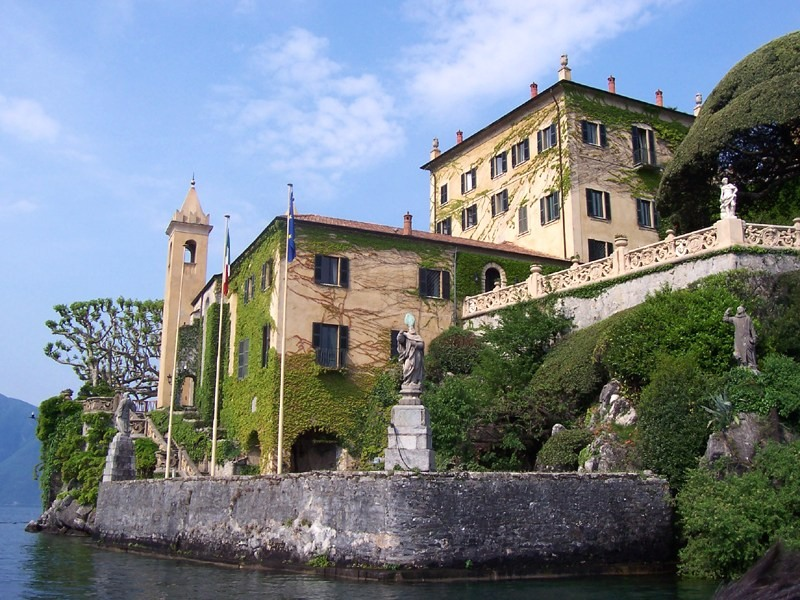
ویلا دل بالبیانلو

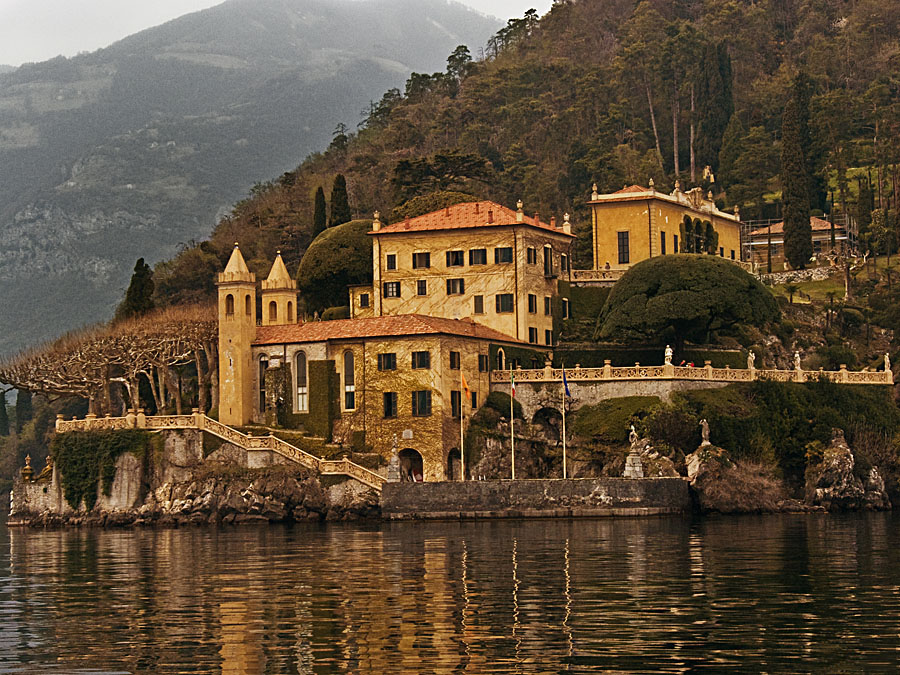
ویلا دل بالبیانلو

ویلا دل بالبیانلو ویلایی در منطقهٔ لنو، استان کومو در شمال منطقهٔ لمباردی ایتالیا است که مشرف به دریاچهٔ کومو قرار دارد. این ویلا در انتهای شبه‌جزیرهٔ جنگلی کوچک دوسو دآوِدو در ساحل غربی شاخهٔ جنوب‌غربی دریاچهٔ کومو واقع شده است و ۱۵۰۰ متر با جزیرهٔ ایزولا کوماچینا فاصله دارد. ویلا دل بالبیانلو بخاطر باغ‌های تراس‌دار باشکوه خود شهرت دارد.

## تاریخچه
از قرن سیزدهم میلادی، یک صومعهٔ فرانسیسکویی در نوک شبه‌جزیرهٔ دوسو دآوِدو وجود داشت. دو برجی که امروزه در این ملک باقی مانده‌اند، بقایای برج‌های ناقوس کلیسای این صومعه هستند.
پس از ناکامی در خرید جزیرهٔ ایزولا کوماچینا، کاردینال آنجلو ماریا دورینی این ملک را در ۱۷۸۵ خریداری کرد. او در ۱۷۸۷، ساختمان صومعه را به ویلایی تابستانی تبدیل کرد و یک ایوانِ سرپوشیده به آن افزود که چشم‌اندازهای زیبایی از دریاچه ارائه می‌داد.

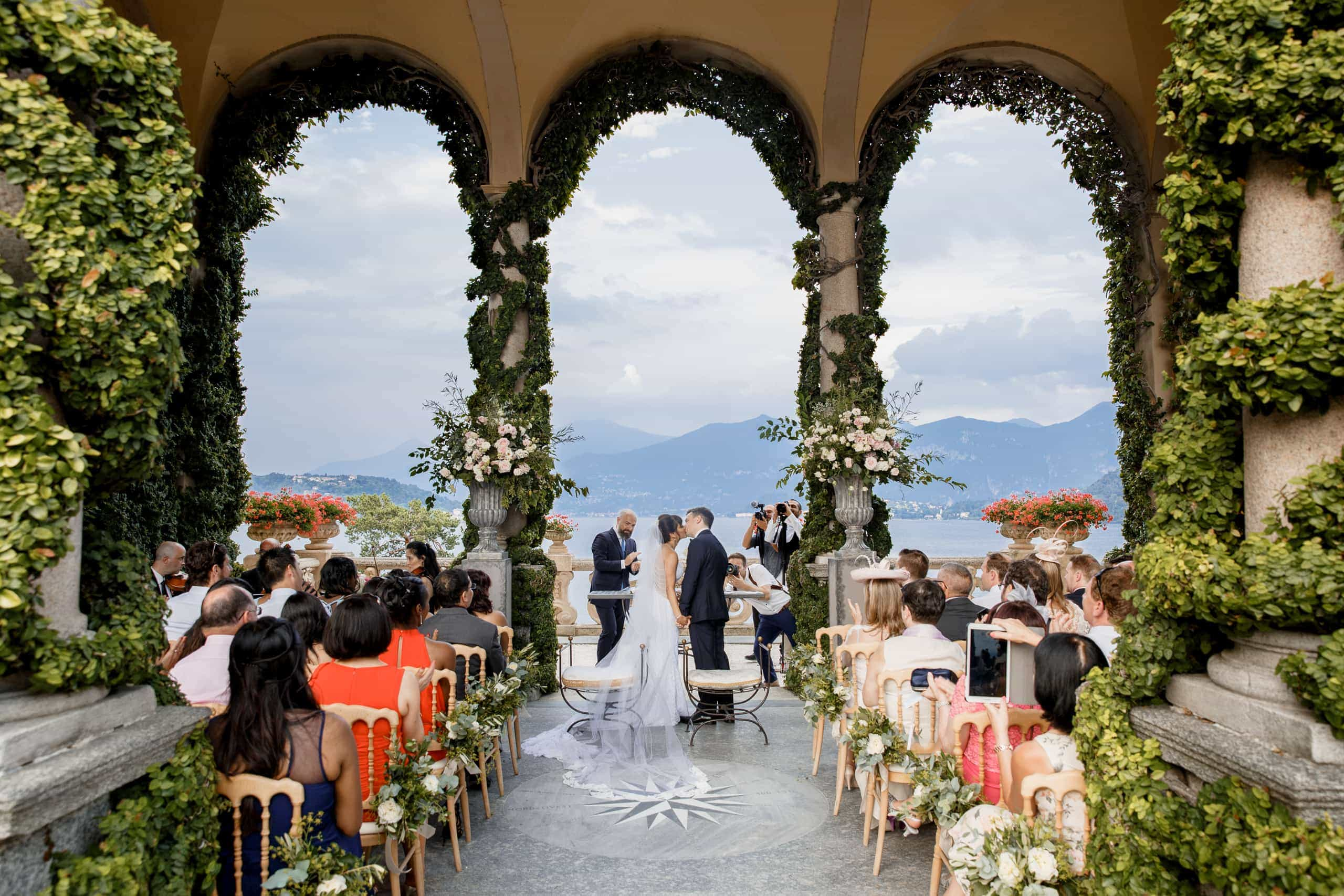
عروسی در ویلا دل بالبیانلو مشرف به دریاچهٔ کومو

پس از مرگ کاردینال در ۱۷۹۶، این ویلا به برادرزاده‌اش لوئیجی پورو لامبرتنگی واگذار شد. در دوران مالکیت او، ویلا به مرکزی برای فعالیت‌های جمهوری‌خواهانه و جلسات سیاسی تبدیل شد و پناهگاه میهن‌پرستان ایتالیایی و اعضای سازمان کاربوناری بود. از مهمانان مشهور این ویلا در آن دوران، نویسنده‌ای به نام سیلویو پلیکو بود که به پسران لامبرتنگی آموزش می‌داد. در ۱۸۲۰، پلیکو توسط حکومت اتریش دستگیر شد و لامبرتنگی مجبور شد به بلژیک مهاجرت کند؛ جایی که توسط خانوادهٔ آرکوناتی-ویسکونتی حمایت می‌شد. او در نهایت این ویلا را به دوست خود جوزپه آرکوناتی ویسکونتی فروخت.
ویسکونتی تغییراتی در باغ‌ها و ایوان‌ها اعمال کرد. هنوز هم نرده‌های کلیسا، نشان خاندانِ ویسکونتی را به تصویر می‌کشند؛ ماری که در حال بلعیدن یک انسان است. در دوران مالکیت ویسکونتی، این ویلا میزبان سیاستمداران و نویسندگانی مانند جووانی برکت، الساندرو مانزونی، جوزپه جوستی و هنرمند سوئیسی آرنولد بوکلین بود. اما با گذشت زمان، خاندان ویسکونتی دچار زوال و ویلا برای بیش از ۳۰ سال متروکه ماند.
در آستانهٔ جنگ جهانی اول، یک تاجر آمریکایی به نام باتلر ایمز برای نخستین بار این ویلا را دید و شیفتهٔ آن شد. او برای خرید ملک از خاندانِ ویسکونتی پیشنهادهایی ارائه کرد، اما در ابتدا با مخالفت روبه‌رو شد. او بارها بازگشت و هربار پیشنهادهای نقدی بالاتری داد، تا اینکه در ۱۹۱۹ موفق به خرید ویلا شد و آن را مرمت کرد.
در سال ۱۹۷۴، وارثان ایمز، ویلا را به کنت کوئیدو مونزینو، تاجر و کاوشگر ایتالیایی (رهبر نخستین صعود ایتالیایی به قلهٔ اورست) فروختند. مونزینو نمای بیرونی ویلا را دست‌نخورده باقی گذاشت، اما فضای داخلی آن را با اشیای به‌دست‌آمده از اکتشافاتِ خود، مبلمان انگلیسی و فرانسوی قرن‌های ۱۸ و ۱۹، فرش‌های شرقی، پرده‌های باوه و تزئیناتِ چوبی فرانسوی بازطراحی کرد. پس از ترور آلدو مورو در ۱۹۷۸ به دست گروه بریگاد سرخ، مونزینو نگران امنیت خود شد و شبکه‌ای از گذرگاه‌های مخفی در ملک ایجاد کرد.
مونزینو در ۱۹۸۸ درگذشت و این ویلا را همراه با بیشتر بخش‌های شبه‌جزیرهٔ دوسو دآوِدو و بودجه‌ای برای نگهداریِ آن، به بنیاد حفاظت از آثار ایتالیا (FAI) واگذار کرد. اکنون این ویلا بخشی از باغ‌های بزرگ ایتالیا (به ایتالیایی: Grandi Giardini Italiani) محسوب می‌شود و پربازدیدترین ملک بنیاد است، به‌طوری‌که در ۲۰۱۹ بیش از صد و سی و پنج هزار بازدیدکننده داشته است.
در ۲۰۱۶، بنیاد حفاظت از آثار ایتالیا، یک پروژهٔ ۴۱۳٫۰۰۰ یورویی را برای بازسازی و بهبود ویلا آغاز کرد. این پروژه شامل مرمت اسکله، نصب تابلوهای جدید و به‌روزرسانی سیستم‌های امنیتی، روشنایی اضطراری، سامانه‌های پیشگیری از حریق، جایگزینی سامانهٔ گرمایشی دیزلی با تجهیزاتِ مدرن و بهبود سرویس‌های بهداشتی، زهکشی و فضای فروشگاه و دفتر بلیت‌فروشی بود.
در نوامبر ۲۰۱۸، زوج مشهور بالیوودی رانویر سینگ و دیپیکا پادوکونه مراسم ازدواج خود را در این ویلا برگزار کردند.

## حضور در سینما
چندین فیلم سینمایی در این ویلا فیلم‌برداری شده‌اند، از جمله:
- یک ماه در کنار دریاچه (۱۹۹۵)
- کازینو رویال  (۲۰۰۶)

ویلا دل بالبیانلو همچنین به عنوان محل استراحت دریاچه‌ای در فیلم جنگ ستارگان: قسمت دوم – حمله کلون‌ها (۲۰۰۲) به نمایش درآمد؛ البته نمای بیرونی ویلا در این فیلم، به صورت دیجیتالی تغییر داده شد.

## نگارخانه

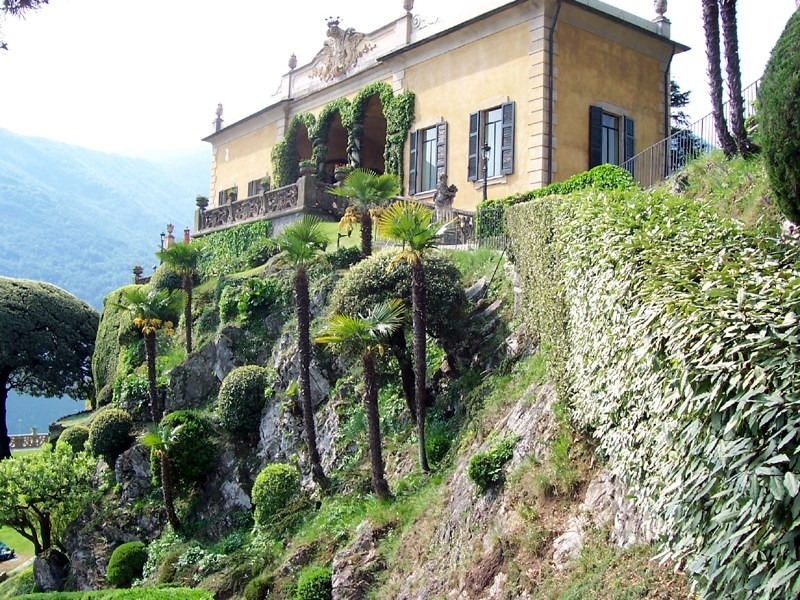
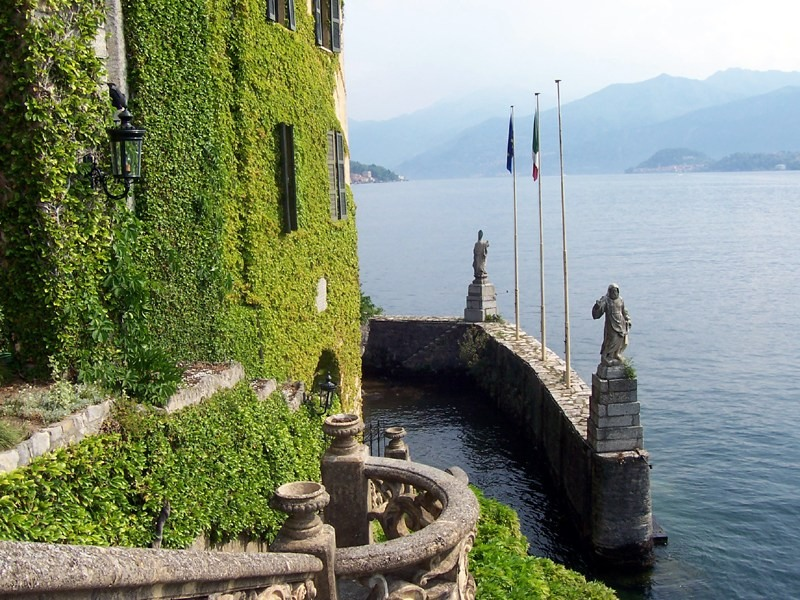
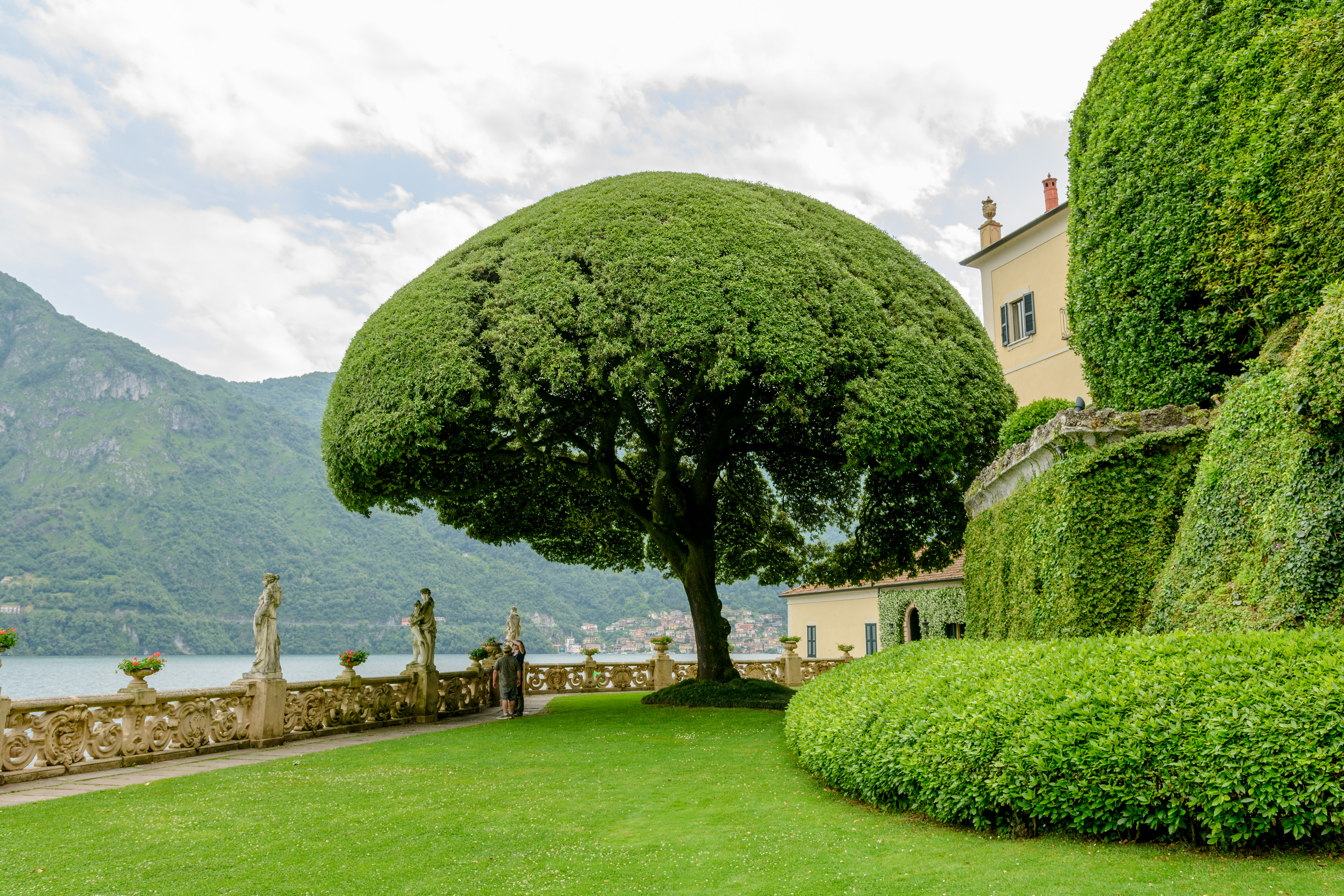
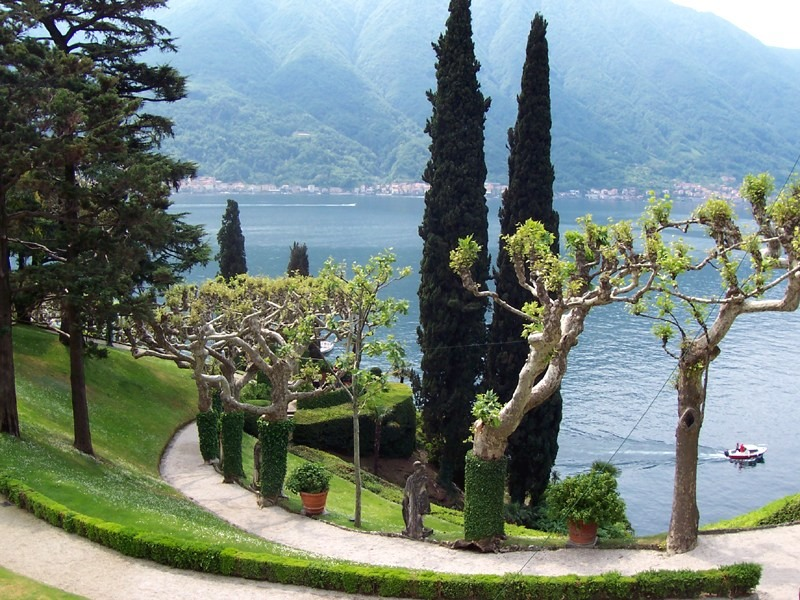
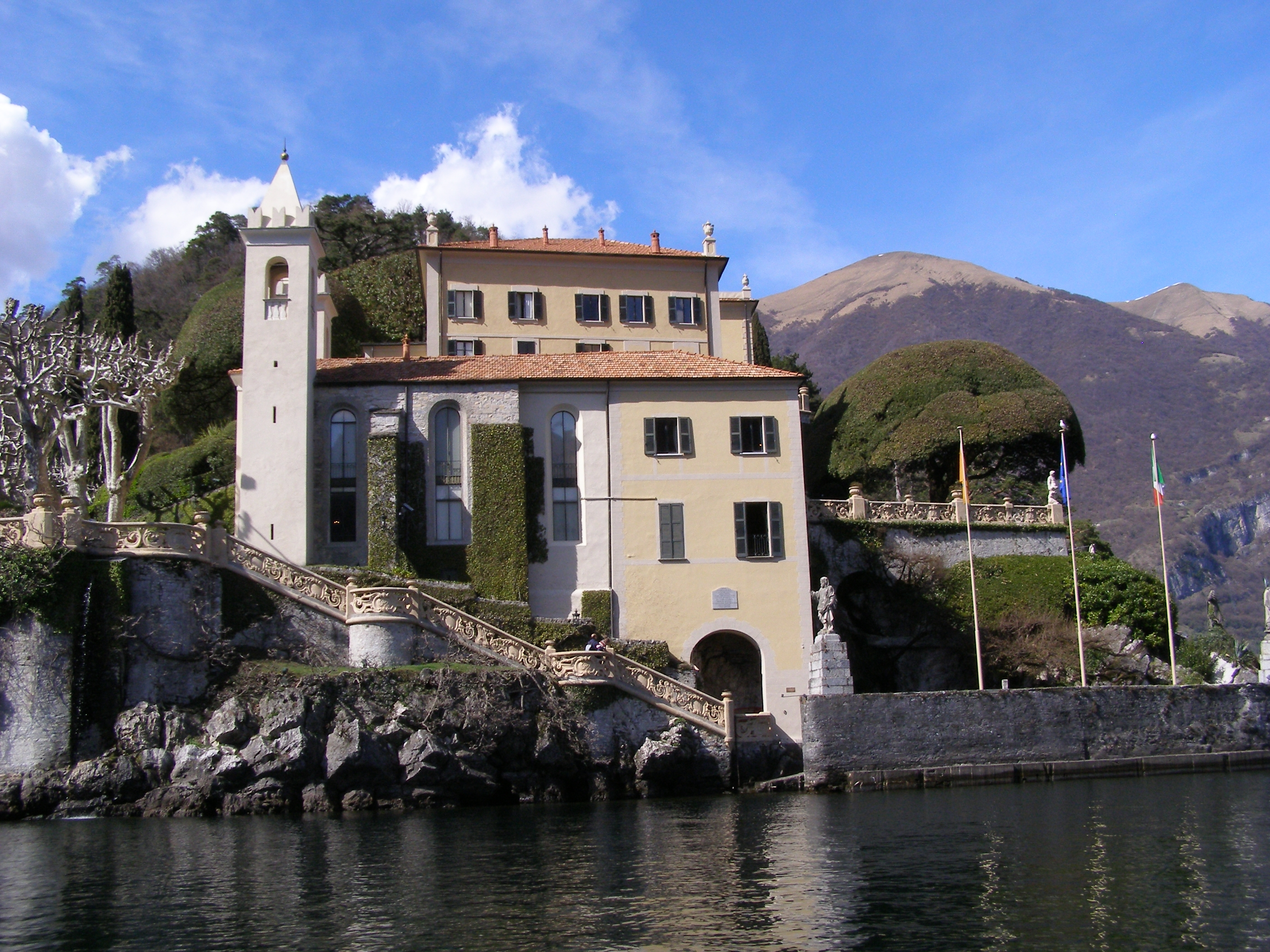
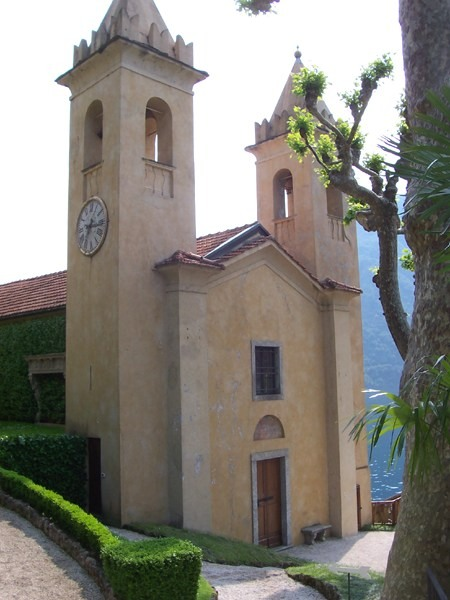
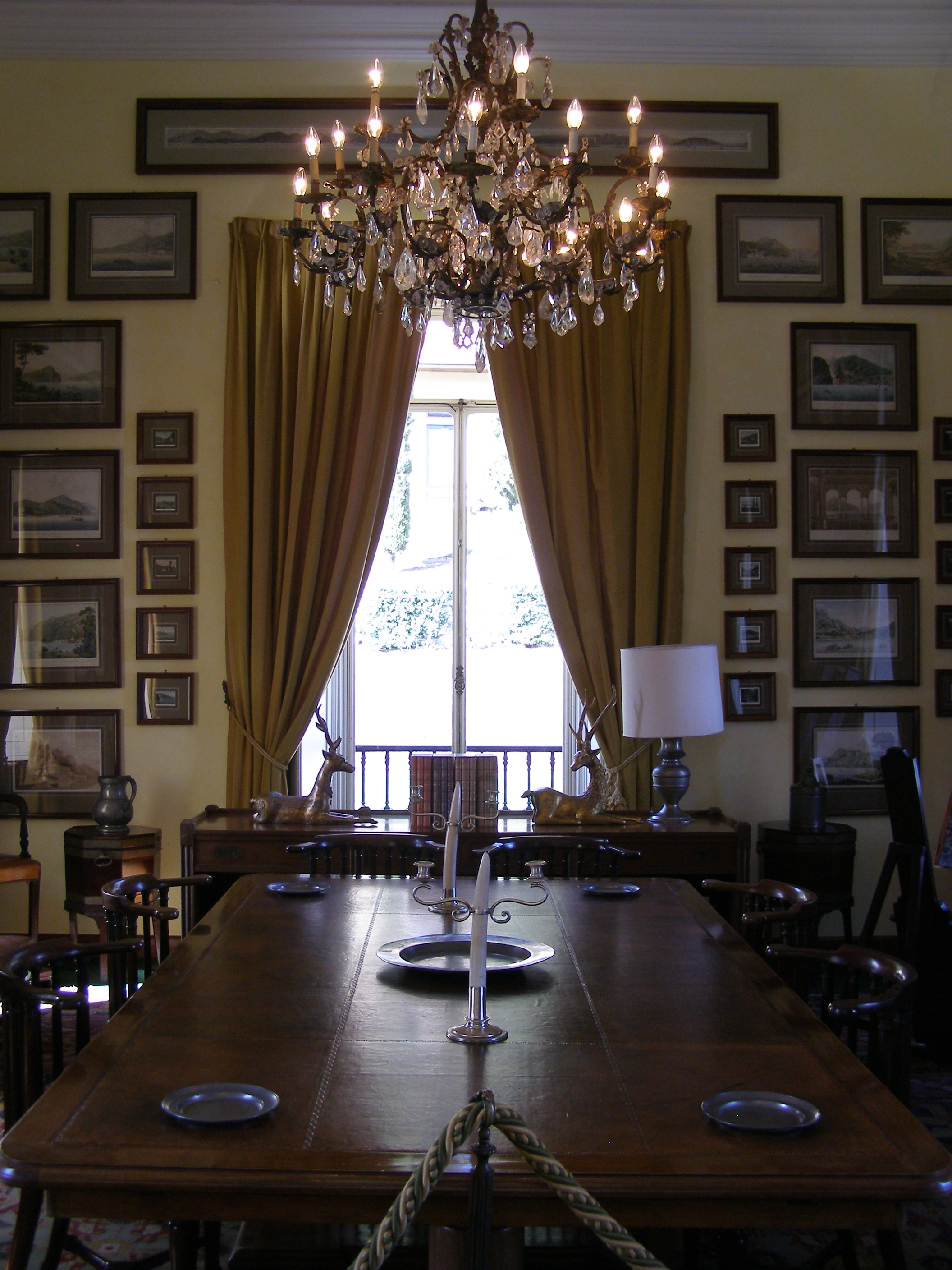
ویلا دل بالبیانلو
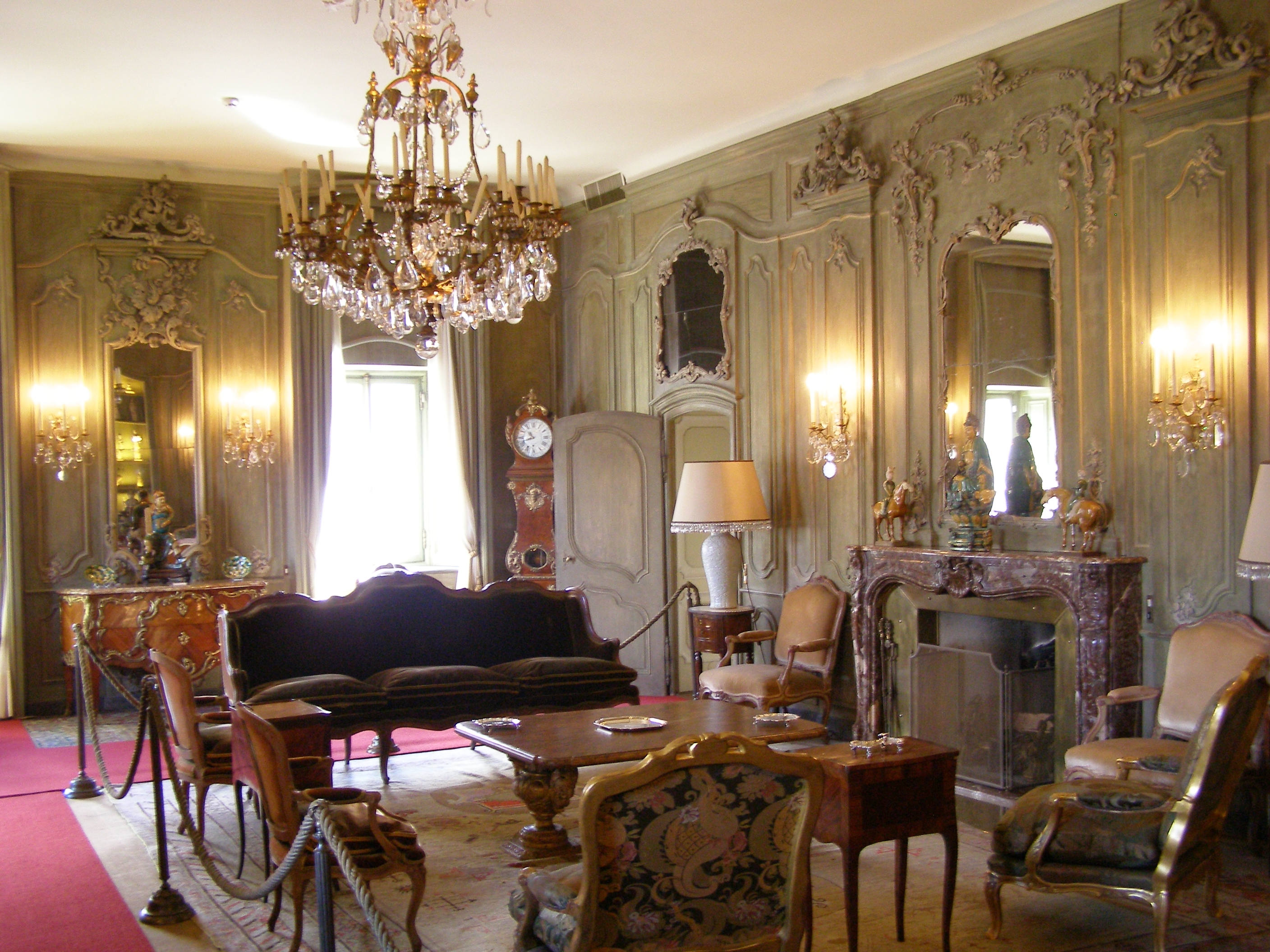
لنو ویلا
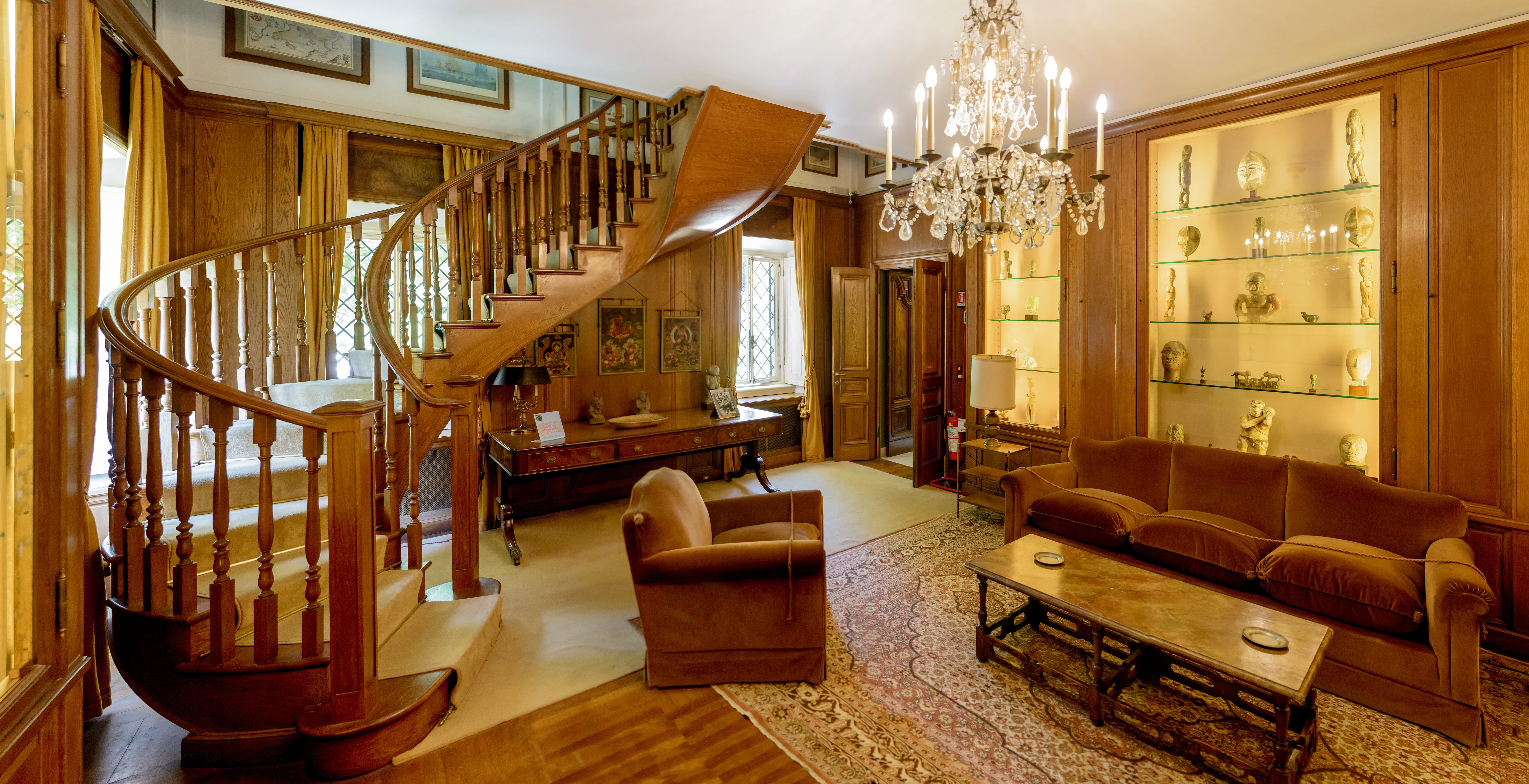
اتاق نمایشگاه
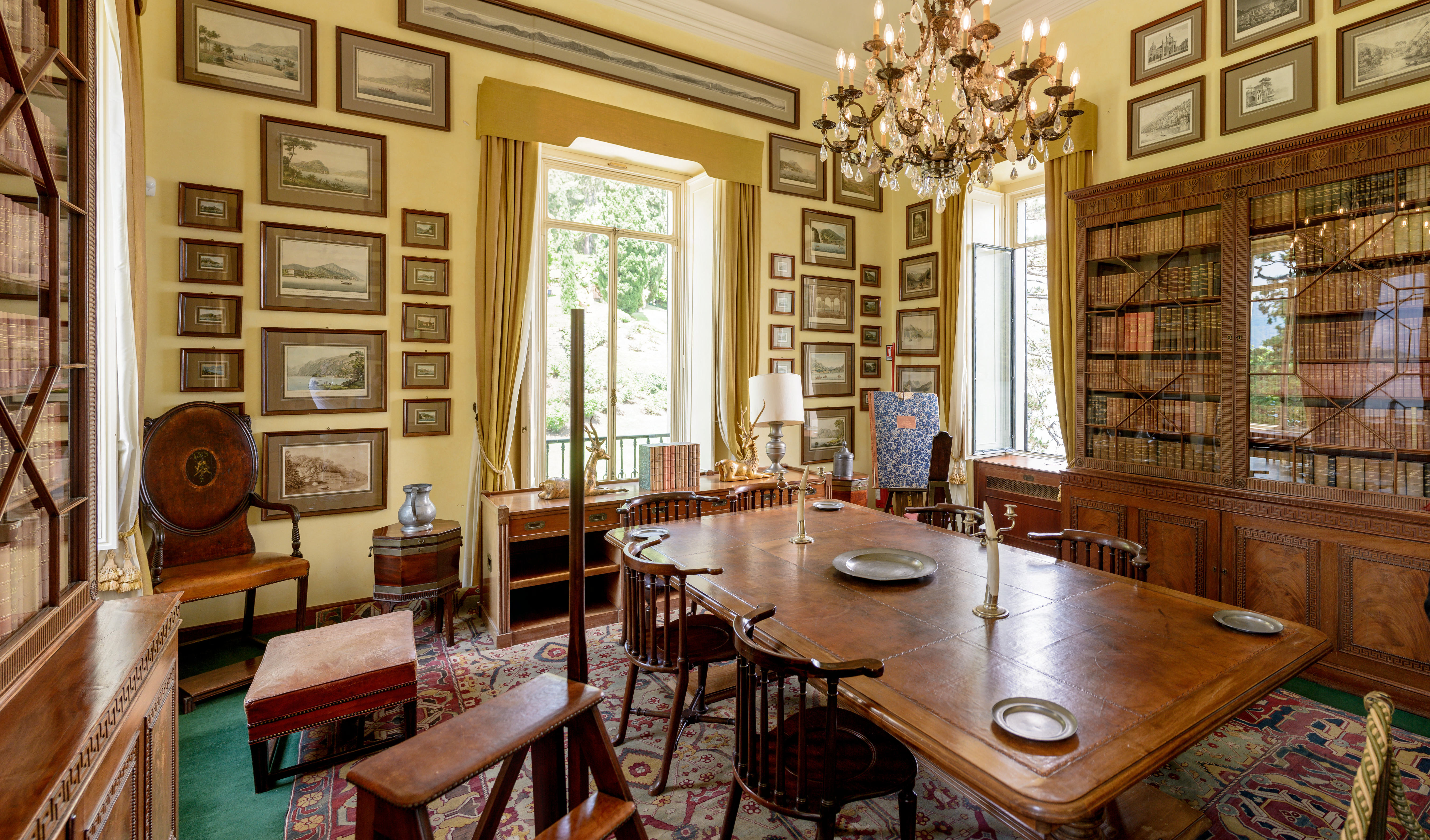
اتاق نقشه

1. 1 2  Desmond 2016, p. 161.
2. ↑  "Villa del Balbianello" Friends of FAI بایگانی‌شده  در ژوئن ۱۰, ۲۰۱۶ توسط Wayback Machine retrieved May 20, 2016
3. ↑  Desmond 2016, p. 162.
4. ↑  Desmond 2016, p. 163.
5. ↑  "Villa del Balbianello, il bene Fai più visitato d'Italia". VareseNews (به ایتالیایی). 2019-10-01. Retrieved 2020-09-09.
6. ↑  "Villa del Balbianello - Friends of FAI 2016 Restoration Project" (PDF). Friends of FAI. Retrieved 25 March 2017.
7. ↑  "All you wanted to know about Deepika Padukone and Ranveer Singh's wedding". Times of India. Retrieved 17 November 2018.